# Eliza Dobrić
Eliza Dobrić (Varaždin, 8. srpnja 1921. – Osijek, 8. veljače 2010.), hrvatska kazališna glumica.

## Kazališne uloge
- "Smrt predsjednika kućnog savjeta" kao Stana (1979. – 1980.)
- "Inspektorove spletke" kao Madame (1978. – 1979.)
- "Agonija" kao Madeleine Petrovna (1952. – 1953.)
- "San ivanjske noći" kao Hipolita
- "Kir-Janji" kao Juca
- "Dundo Maroje" kao Laura
- "Skup" kao Gruba
- "Spletka i ljubav" kao Lujza (1944.)
- "Umišljeni bolesnik" kao kćer (1941.)

## Vanjske poveznice
- Biografija  Arhivirana inačica izvorne stranice od 17. veljače 2021. (Wayback Machine)
- Vijest o smrti glumice